# مکاک دم‌دراز
مَکاکِ دُم‌دراز یا مکاکِ خرچنگ‌خوار (Macaca fascicularis) از دم‌درازیان، گونه‌ای پستاندارِ نخستین و بومیِ آسیای جنوب شرقی است. این میمون دارای سابقه‌ای طولانی با زندگی در کنار آدمیان است.